# پترونیلا اینفانتس
پترونیلا اینفانتس (به اسپانیایی: Petronila Infantes) (زادهٔ ۲۹ ژوئن ۱۹۱۱ - درگذشتهٔ ۸ اکتبر ۱۹۹۱) آنارشیست و عضو اتحادیهٔ کارگری اهل بولیوی بود. او بنیانگذار اتحادیهٔ کارگران زن آشپز بود و جنبش آنارشیستی زنان در بولیوی را رهبری می‌کرد.
اینفانتس در ۲۹ ژوئن ۱۹۱۱ در لاپاز به دنیا آمد و زمانی که بسیار کوچک بود، پدرش درگذشت. پترونیلا آشپزی را از مادرش یاد گرفت و به عنوان آشپز کار می‌کرد.
فعالیت‌های اینفانتس باعث شناخته شدن آشپزی به عنوان یک حرفه و ایجاد روزِ کاری هشت ساعته و ارائهٔ مراقبت رایگان از کودکان برای مادران شاغل شد. این روش و مدل، توسط اتحادیه‌های زنانهٔ دیگر نیز اقتباس شد. در سال ۱۹۴۰، هر دوازده اتحادیهٔ تماماً زنانه در یک اتحادیه ادغام شدند. این ادغام در نتیجهٔ تلاش‌ها و مهارت‌های اینفانتس بود که باعث شد تا این اتحادیه‌ها به فدراسیون کارگران زن تبدیل شوند. او سپس به عنوان رهبر این فدراسیون فعالیتش را ادامه داد. اینفانتس در جامعه‌های کارگری به خصوص در بولیوی به عنوان یکی از پیشگامان و شخصیت‌های کلیدی شناخته می‌شود.

## زندگی‌نامه
اینفانتس در ۲۹ ژوئن ۱۹۱۱ در لاپاز به دنیا آمد در سن بسیار پایین، خانواده‌اش برای زندگی به اکالیپتوس رفتند که پدرش برای یک شرکت آمریکایی در آنجا کار می‌کرد، اما او وقتی که پترونیلا خیلی جوان بود درگذشت.
پترونیلا اینفانتس آشپزی را از مادرش آموخت و در ابتدا به‌عنوان یک فروشندهٔ خیابانی، و سپس به عنوان یک آشپز حرفه‌ای، مشغول به کار شد. او در اولین ازدواج خود صاحب یک پسر به نام خوزه انریکه و یک دختر به نام آلیسیا شد. ازدواج او به صورت مدنی انجام شد و از حضور در کلیسا خودداری کردند، زیرا اینفانتس به اینکه ثروت کلیسا کجا و چگونه توزیع می‌شود مشکوک بود.

## کنش‌گری
یکی از اعتراضات ضد تبعیض که اینفانتس در آن شرکت داشت حول ممنوعیت سیستم تراموا در سال ۱۹۳۵ برای افرادی با چمدان‌های سنگین یا لباس‌هایی که ممکن است با دیگران تماس داشته باشند، شکل گرفت. این ممنوعیت پس از شکایت زنان طبقهٔ بالای جامعه مبنی بر پاره‌شدن جوراب‌های ساق بلندشان توسط دامن زنان طبقات پایین جامعه اعمال شد. زنان طبقهٔ پایین عمدتاً زنان بومی و مستیسو بودند که از دامن‌های سنتی پولرا و کلاه کاسه‌ای استفاده می‌کردند. بسیاری از زنانی که تحت تأثیر قرار گرفتند و در این اعتراضات شرکت کردند، چولا بودند و بسیاری از آنها به عنوان آشپز کار می‌کردند، و از تبعیض خسته شده بودند و در پاسخ به اعمال تبعیض‌آمیز شرکت‌های تراموا، اتحادیهٔ زنان کارگر آشپز را تشکیل دادند که اینفانتس یکی از اعضای مؤسس آن بود. شرکت‌های تراموا به دلیل فشار عمومی مجبور به لغو این ممنوعیت شدند. با این حال، این سیاست عاری از تبعیض نبود و اینفانتس به یاد آورد که چگونه در کنفرانسی در سال ۱۹۲۹، زنان طبقهٔ بالای بولیوی که در آن حضور داشتند به ارائهٔ سخنرانی چولاها اعتراض کردند.

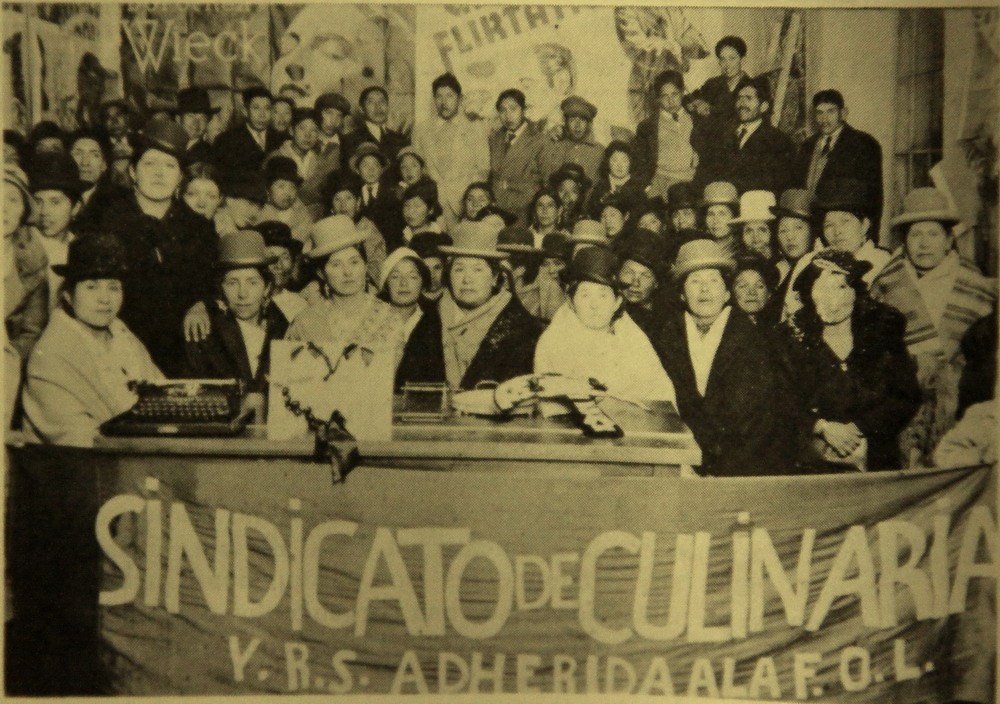
اتحادیهٔ کارگران زن آشپز

کار اتحادیهٔ کارگران آشپز منجر به شناخته شدن آشپزی به عنوان یک حرفه، یک روز کاری هشت ساعته و ارائهٔ مراقبت رایگان از کودکان برای مادران شاغل شد. این روش و مدل، توسط اتحادیه‌های زنانهٔ دیگر نیز اقتباس شد.
در سال ۱۹۴۰، هر دوازده اتحادیهٔ تماماً زنانه در یک اتحادیه ادغام شدند. این ادغام در نتیجهٔ تلاش‌ها و مهارت‌های اینفانتس بود که باعث شد تا این اتحادیه‌ها به فدراسیون کارگران زن تبدیل شوند. او سپس به عنوان رهبر این فدراسیون فعالیتش را ادامه داد. در طول دهه‌های ۱۹۴۰ و ۱۹۵۰، اینفانتس به هماهنگی کار فدراسیون ادامه داد. فدراسیون در اوج خود، از بیش از شصت اتحادیه تشکیل شده بود که اینفانتس یکی از چهره‌های کلیدی آن بود.

## میراث
بسیاری از اتحادیه‌های کارگری، مانند فدراسیون ملی کارگران خانگی بولیوی، اینفانتس را به عنوان یکی از پیشگامان خود می‌شناسند.